# Stig Lagercrantz
För ingenjören, se Stig Lagerkranz (1908–1992)
Stig Lagercrantz, född 8 juli 1906 i Stockholm, död 2 december 1994 i Benidorm i Spanien, var en svensk företagsledare.

## Biografi
Lagercrantz blev civilingenjör vid KTH 1932, anställdes därefter på SKF i Göteborg 1933 och var 1936-38 vice verkställande direktör på Cia Sudamericana SKF Bogotá i Colombia. 1938-1945 var han verkställande direktör för Cia SKF de Cuba Havanna på Kuba. Han utsågs under denna tid även till honorär svensk generalkonsul. 1942-08-18 torpederades utanför Santiago de Cuba det svenska lastfartyget M/S Blankaholm (byggd 1930) av tyska Unterseeboot 553, varvid fem besättningsmän omkom. Från Blankaholm lyckades 23 överlevande på 14 timmar ro iland på sydöstra Kuba och dök upp på konsulatet för att få hjälp. Lagercrantz höll sjöförhör (se Sjöförklaring), utfärdade nya pass och såg till att rederiet i Sverige skickade pengar till besättningen och att det ordnades med deras vidare transport från Kuba. Protokollen från sjöförhöret samt från sjöförklaringen ingår i Sjöhistoriska museets samlingar.
Under andra världskriget kom en jämn ström av europeiska judar och svenskar till Havanna för att den vägen försöka ta sig in i USA. Bland de senare fanns Stig Lagercrantz bror Eric och Nils von Dardel. Från Sverige hade Lagercrantz mottagit en rejäl bunt med svenska pass, utan redovisningsskyldighet. Teoretiskt kunde han ha utfärdat ett (mycket eftertraktat) nytt äkta svenskt pass till vem som helst (även utlänning) och därigenom intyga, att innehavaren var svensk medborgare. Sveriges sändebud Erik Wisén (diplomat) överlät många representationsuppgifter på Lagercrantz, som även kom att träffa Kubas president Fulgencio Batista, vars dotter bodde bredvid Lagercrantz villa på Calle 24, Miramar.
Efter att under en period ha varit verksam i andra företag utsågs Lagercrantz till verkställande direktör för Compañia SKF Argentina S.A. (1961-1970). Han byggde 1968 en fabrik för tillverkning av främst spårkullager (upp till 110 mm diameter) i Tortuguitas, nordväst om Buenos Aires. Lagercrantz blev även ordförande i Svenska handelskammaren i Buenos Aires. Hans kanske viktigaste uppgift var därvid att organisera prins Bertils officiella statsbesök 1966 i Argentina med anledning av den stora manifestationen "Suecia en la Argentina", som verksamt bidrog till att öka handelsutbytet mellan Sverige och Argentina. Till Lagercrantz arbetsuppgifter hörde även att ha regelbundna kontakter med mecenaten och koreografen Carina Ari, bosatt i San Isidro väster om Buenos Aires.
På 1920-talet var Stig (SMTR) och brodern Johan Lagercrantz (anropssignal SMSV) bland de första, som innehade sändarcertifikat för amatörradio. Den enes certifikat var undertecknat av kungen, den andres av samtliga statsråd.

## Familj
Stig Lagercrantz var huvudman för adliga ätten nr 1011 Lagercrantz. Han var dotterson till Djursholms Villastads grundare Henrik Palme och uppvuxen i Villa Lagercrantz som son till bankdirektör Gustaf Lagercrantz och Elsa, född Palme. Han gifte sig 1934 med jur.kand. Marianne Nordblad (1909-1989), dotter till rektor Carl Nordblad och Signe, född Karlsson. Sonen civilingenjör Carl Lagercrantz, f d fastighetsmäklare, är ättens nuvarande huvudman. Dennes dotter är advokaten Denise Lagercrantz, ordförande i Palmeska Släktföreningen. Stig och Marianne vilar i familjegraven på Djursholms begravningsplats. Stigs fyra syskon var Johan, Eric, Magnus och Bo Lagercrantz.